# カルマ・ウラ
カルマ・ウラ（Karma Ura 1961年 - ）はブータン国立研究所所長。イギリスのオックスフォード大学、エジンバラ大学にて政治学、経済学を学び、憲法起草委員、国家評議会副議長などの政府要職を歴任。ブータンが独自に提唱し、政策評価、国民情勢把握などに役立てるGNHの採用を欧米諸国も検討し、GDPの巨大な幻想に気づくべきだと主張する。